# محلل طرف الشراء
يعمل محللو طرف الشراء (بالإنجليزية:  buy-siders)‏ لدى شركات إدارة أموال طرف الشراء مثل صناديق الاستثمار وصناديق المعاشات وصناديق الاستئمان والمحافظ الوقائية. ويحصل هؤلاء المحللون على حوافز في مقابل التعرف على الفرص الاستثمارية التي من شأنها تحسين القيمة الصافية للمحفظة التي يعملون بها.
في المعتاد، يعمل محلل طرف الشراء في شركات صناديق الاستثمار أو صناديق المعاشات أو غيرها من الشركات التي لا تعمل في السمسرة، ويقدم بحوثًا وتوصيات حصريًا لصالح مديري أموال الشركة (على العكس من المستثمرين الأفراد). وبخلاف تقارير وتوصيات طرف البيع، الموجهة لعملاء شركات السمسرة - والتي توفر خطوطًا عريضة كثيرًا ما يتم نشرها في الصحافة، لا تكون توصيات طرف الشراء متوفرة لأي أحد من خارج الشركة. وإذا عثر محلل طرف الشراء بالصدفة على نموذج أو رؤية أو منهج أثبت فعاليته، فإنه يتم الاحتفاظ به سرًا.